# Miki González
Juan Manuel González Mascías (Madrid, 14 de abril de 1952), conocido artísticamente como Miki González, es un cantautor, productor y músico hispanoperuano que fusiona el rock con los ritmos afroperuanos y electrónicos.

## Biografía
Nacido en Madrid, España, llegó al Perú a los nueve años de edad, en 1961. Estudió en el Colegio Santa María Marianistas. A fines de los años setenta, empieza a experimentar con el blues y la música tradicional de la costa peruana de raíces africanas, conocida como música afroperuana o simplemente "afro". Hizo su formación musical en el prestigioso Berklee College of Music de Boston.
En la década de los ochenta, decide comenzar una carrera profesional en la música popular y forma una banda. Algunos de sus integrantes se harían luego muy populares en la escena roquera peruana, como fue el caso de Wicho García y Pelo Madueño, exmiembros de históricas bandas de Rock Subterráneo como Narcosis, La Banda Azul el primero y Eructo Maldonado el segundo (quienes años después formarían Mar de Copas y La Liga del Sueño respectivamente).
González tomaría un rumbo que oscilaba entre el post punk y el new wave influenciado por la escena inglesa y la música propiamente peruana. Su primer álbum Puedes ser tú tuvo forma desde 1985, pero fue editado un año después debido a que por la censura existente, ninguna disquera lo quiso editar. 
El material fue grabado en Buenos Aires y contaría con la colaboración de Charly García, Daniel Melingo, Cachorro López, Miguel Abuelo y Andrés Calamaro. Entre las canciones más difundidas de este álbum, son temas como «Puedes ser tú» (llamado originalmente "Por la selva"), estrofas fuertes como «La Marina está en Ayacucho», y otras canciones como «¿Dónde están?» que ostenta estrofas como No quiero balas, quiero estudiar, «Aeropuerto clandestino, millonario repentino». Quizá la canción más suave fue su hit «Dímelo, dímelo»; editado inicialmente en un disco 45 r. p. m. por el sello CBS Discos Del Perú S.A. Su primer LP, el cual incluía otros éxitos como «Cuidado, cuidado», «Ya no aguanto», «Peligro» (interpretado por el bajista Eduardo Freire y posteriormente en colaboración con Charly García) y una nueva mezcla de «Dímelo, dímelo», fue publicado por Discos Hispanos Del Perú S.A. en septiembre de 1986.
En Tantas veces, las canciones se volvieron de otras temáticas ajenas a la política de la cual había estado inundado su primer LP. Su punto cumbre en popularidad internacional llegaría con canciones como «Akundún» (etno-rock de fusión afro-peruana) y «Hoja verde de la coca» (etno-rock de fusión andina, en alusión al consumo tradicional de la hoja de coca). Sus primeros éxitos, como «Lola», «Vamos a Tocache» y «I'm in love», también son inmensamente populares.

### Cultor del rock peruano
En cuanto al tema «Hoja verde de la coca», fue vetado por la cadena MTV (en español) por considerar que hacia apología del consumo de cocaína. Difusor de los ritmos negros del Perú con la familia Ballumbrosio (músicos afroperuanos chinchanos), ha rescatado el uso del cajón peruano para producir música internacional. Ha estudiado la música afroperuana y andina desde los años 70. Actualmente se ha dedicado a la música electrónica, fusionándola con ritmos andinos. Producto de esta fase son sus cinco últimos álbumes: Café Inkaterra (2004), Etnotronics: Apu Sesions (2005), Iskay: Inka Beats (2006), Hi Fi Stereo (2007) y Landó por Bulerías (2009).
En 2006, tras el lanzamiento de su disco Iskay: Inka Beats la revista Rolling Stone de Argentina le hizo una entrevista sobre su trayectoria artística.
En 2025, fue invitado en el festival Vivo × el Rock.

## Discografía

### Álbumes
| 1986: Puedes ser tú |
| --- |
| Primer álbum de Miki González lanzado en 1986. Canciones 1. Dónde están 2. Dímelo, dímelo 3. Puedes ser tú 4. Peligro 5. Brian Meno 6. Jingle Coca Sola 7. Ya no aguanto 8. Fatiga 9. Cuidado, cuidado 10. Chapi García 11. Soy un proletario |

| 1987: Tantas veces |
| --- |
| Segundo álbum de Miki González lanzado en 1987. En este disco, González es influenciado por el post punk británico Canciones 1. Ponte tu vestido 2. Tantas veces 3. Vamos a Tocache 4. Tiempo de nadie 5. Lola 6. Solo quiero 7. Primavera especial 8. Moderno y decadente |

| 1989: Nunca les creí |
| --- |
| Tercer álbum de Miki González lanzado en 1989. Solo se vendió en formato de casete debido a la profunda crisis económica por la que pasaba el Perú en esos años, la cual además ha tenido repercusión en las industrias discográficas. Canciones 1. Un poquito de cariño 2. Nunca les creí 3. No te satisfací (blues) 4. La cosa está normal 5. La huelga de los panaderos 6. El llamado de la carne 7. Es por ti 8. A la molina 9. Llévate al gato 10. Huay Not |

| 1993: Akundún |
| --- |
| Cuarto álbum de Miki González lanzado en 1993 presentando varios temas que tuvieron resonancia pública, lo cual había estado ausente en su trabajo anterior. En este disco se presenta como tema principal un tema en el que realza el mestizaje cultural en que había vivido González y sería uno por el cual sería identificado por el resto de su producción musical. Canciones 1. Akundún 2. La pequeña 3. A gozar sabroso 4. Cortando caña 5. La tutuma de Don Toto 6. Panalivio 7. Huanchihualito 8. La esquina de Carmen 9. Me fui pa'l Huayabo 10. Que viva Chincha/Libertad 11. Tutuma (reprise) |

| 1995: Miki González |
| --- |
| Canciones 1. Por eso digo 2. Uhuru 3. Levántate 4. Pisipisimanta 5. Usa un condón 6. Debe ser (el amor) 7. Baila sin pareja 8. Machachicucha 9. Ella me dejó 10. Ya me voy 11. La huelga de los panaderos (del álbum Nunca les creí de 1989 con modificaciones) |

| 1996: González Blues |
| --- |
| 1. El blues del saludo 2. Haciendo el ridículo 3. Lista de espera 4. Me voy pa' la autopista 5. No te vayas, no... 6. Qué linda colegiala 7. Dice que me ama 8. No te satisfací 9. Si el río fuera pisco 10. En el Día de la Madre 11. Me levanto en la mañana 12. Rock Medley |

| 1998: Mikongo y su kachanga |
| --- |
| Sería el último álbum de González en que se haría incidencia en el mestizaje musical afroperuana-rock. Canciones 1. El vecino 2. A Min Lof 3. Ay, mi amor 4. Danza de los congos 5. Cada mañana 6. Nena, yo te quiero 7. Lista de espera 8. Ska menor 9. Mueve las caderas 10. Danza de los congos (comparsa) 11. El vecino (Radio Edit) |

| 2004: Café Inkaterra |
| --- |
| En posteriores ediciones Inka Beats (2004) es el título del octavo álbum y primero electrónico de Miki González, generado a partir de un encargo recibido de una cadena hotelera. En este disco el músico experimenta con el chillout mezclado con ritmos andinos y amazónicos. Fue lanzado en julio de 2004 alcanzando numerosas ventas en el mencionado año de lanzamiento en el Perú y diversos países de América. Canciones 1. Danza del agua/Tusuy Puquio 2. Premonición/Tuquito en tu puerta 3. Munaq (El amante) 4. Nostalgia/Loca juventud 5. Altiplano 6. Modesto sikuri 7. Divinidades andinas 8. Apuyaya 9. Canción de cuna (Lullaby) 10. Fiesta de la abundancia (Qanchi) 11. Lágrimas de madre |

| 2005: Etno Tronics, Apu Sessions |
| --- |
| Noveno álbum y segundo experimental de tipo Chill Out Andino & Amazónico. En este disco, González explora con mayor profundidad los terrenos del house y realiza algunos remixes de algunos éxitos (“Akundún”, “A Min lof”), así como de los tracks más resaltantes de su primer álbum de música electrónica. Canciones 1. Bienvenidos a la amazonía 2. Fiesta de la abundancia (House Mix) 3. Premonición (Club Mix), 4. El cuarto de al lado 5. Akundún (Deep Tribal Mix) 6. Acaso 7. Por el Perú y América 8. Zapateo del futuro 9. Vente pa' llá 10. Damián 11. Xauxa (House Mix) 12. A min lof |

| 2006: Inka Beats: Apu Sessions |
| --- |
| Décimo álbum y tercero de chill out andino. Canciones 1. Danza del agua 2. Tusuy Puquio (Radio Edit) 3. Premonición/Tuquito en tu puerta 4. Munaq (El amante) 5. Nostalgia/Loca juventud 6. Altiplano 7. Modesto sikuri 8. Divinidades andinas 9. Apuyaya 10. Fiesta de la abundancia (qanchi) 11. Lágrimas de madre 12. Danza del agua/Tusuy Puquio (original) |

| 2006: Iskay: Inka Beats |
| --- |
| Decimoprimer álbum y cuarto de chill out andino, en el cual se aprecia una exquisita mezcla musical de lo andino con lo electrónico. Con este último disco, González se afianzó en este rubro musical debido a la masiva aceptación por esta novedosa combinación. Canciones 1. Aves Marinas 2. Bosque de Nubes 3. Pitumarca 4. Antara Nasca 5. Waman 6. La Ofrenda 7. El Ritual 8. El Despacho 9. Fantasía de Tijeras 10. Ritti Pampa 11. Saturnino 12. Ñaupaq 13. Falsía |

| 2007: Hi-Fi Stereo |
| --- |
| Decimosegundo álbum de Miki González lanzado en 2007, en el cual el músico reversiona algunas canciones de su trayectoria en ritmos electrónicos. Canciones - - 1. Akundún 2. Chicles, cigarrillos, caramelos 3. Glitch put 4. Impermanente 5. Lola 6. Ponte tu vestido 7. Seducción 8. Tantas veces 9. Vamos a Tocache 10. Veinte 11. A min lof |

| 2009: Landó por bulerías |
| --- |
| Decimotercer álbum de estudio de Miki González lanzado en 2009. En este álbum mezcla la música flamenca, la música afroperuana y las marineras peruanas. Canciones 1. Landó por bulerías 2. Mariquita María 3. El payandé 4. La rumbita 5. Hermosa 6. Canterurías 7. Akundún 8. Cardo o ceniza 9. En la cocina 10. Marinera 11. Lola 12. Taita waranguito 13. Los caballos de Carlos 14. Es por eso que yo canto (Akundún) |

| 2016: Caitro & Félix                                                                                 |
| --- |
| Decimocuarto álbum lanzado en 2016 en homenaje a los músicos peruanos Caitro Soto y Félix Casaverde. |

| 2017: Peru Ethno Beats |
| --- |
| Canciones 1. Shipibo Tek 2. Piko de Oro 3. Q Selva 4. Mochumí 5. Caporal 6. Horns 7. Shaman Kenboro 8. Black Dress 9. Corredoras |

| 2019: Inka Beats Kimsa |
| --- |
| 1. Munaq 2. Fantasía de Tijeras 3. Altiplano Inkaterra 4. Canto Boras 5. Chirimi-Jah (Diablicos de Mochumí) 6. Tormenta 7. Costumbre Shipibo 8. Inispaq/Valicha 9. Amanecer |

### Compilaciones
- Hatun exitokuna, grandes éxitos (1994)
- A todo rock (1997)
- Akundún - Etnohits (1997), editado por el diario La República.
- Crónicas 85-05 (2005)[10]
- House Kompilation (2014), álbum que contiene las canciones de los álbumes de música electrónica, incluye los temas inéditos.
- Puedes creer tantas veces (2016), álbum que incluye los éxitos de sus tres primeros álbumes (Puedes ser tú, Tantas veces y Nunca les creí).